# World Association for Disaster and Emergency Medicine
Die World Association for Disaster and Emergency Medicine (kurz WADEM) wurde am 2. Oktober 1976 unter dem Namen Club of Mainz von Rudolf Frey gegründet.
Ihr Ziel ist die weltweite Verbesserung der Notfall- und Katastrophenmedizin. Sie gibt alle zwei Monate das Journal Prehospital and Disaster Medicine heraus.